# Capraria
Capraria, biljni rod iz porodice strupnikovki smješten u tribus Leucophylleae, dio potporodice Myoporoideae.. Sastoji se od 6 sjevernoameričkih vrsta iz Meksika i Srednje i Južne Amerike

## Etimologija
Ime roda dolazi od latinskog capri, koza i -arius, koji se odnosi na, aludirajući na konzumaciju ovih vrsta od strane koza 

## Opis
Rod je opisan u Species Plantarum 2: 628. 1753.
Capraria je jedinstvena među Scrophulariaceae po tome što ima naizmjenične listove s površinama s točkastim žlijezdama i s unutarnjim šupljinama za izlučivanje ulja. To su polugrmovi; stoloni odsutni, glavni korijen drvenast. Stabljike su uspravne, gole ili gole do dlakave (gusto žljezdasto dlakave). Lišće listopadno. Cvatovi aksilarni, grozdasti; brakteje odsutne. Cvjetovi dvospolni; plodovi kapsule, eliptične, dehiscencija lokulicidna. Sjemenke 90-120, smeđe, jajolike, bez krilaca. x = 14 ili 15.
Molekularna studija koju su proveli E.Gándara i V.Sosa (2013.) pokazala je da se, ovisno o tome kako je Leucophyllum definiran, Capraria može smatrati ugniježđenom unutar široko definiranog Leucophylluma ili zadržati kao zaseban rod.

## Vrste
1. Capraria biflora L.; tip.
2. Capraria frutescens (Mill.) Briq.
3. Capraria integerrima Miq.
4. Capraria integrifolia M.Martens & Galeotti
5. Capraria mexicana Moric. ex Benth.
6. Capraria peruviana Benth.

## Sinonimi
- Pogostoma Schrad.; Ind. Sem. Hort. Götting. (1831)
- Xuarezia Ruiz & Pav.; Prod. 24. t. 4 (1794)